# Reutov
Reutov (in russo Реутов?) è una cittadina della Russia europea centrale, compresa nell'oblast' di Mosca e situata 12 km a est della capitale.
Citata in cronache locali a partire dal 1573 come villaggio agricolo, con il nome di Reutovo, ottenne status di città solo nel 1940; è un centro industriale (tessile, macchine).

## Società

### Evoluzione demografica[1]
Abitanti censitiAnno020.00040.00060.00080.000100.000120.000192619591979200220082016Popolazione